# Elefant Records
La Elefant Records è una etichetta discografica indipendente spagnola. È stata fondata nel 1989 da Luis Calvo, editore della rivista musicale La línea del arco, e al 2014 aveva pubblicato oltre 600 dischi.
Nel catalogo dell'etichetta sono presenti esponenti della scena musicale indipendente spagnola ed internazionale come i Camera Obscura e gli Stereo Total.

## Alcuni artisti pubblicati dalla Elefant Records
- Attic Lights
- Aventuras de Kirlian
- BMX Bandits
- Camera Obscura
- Carlos Berlanga
- Family
- Foxes!
- Go Kart Mozart
- Heavenly
- Helen Love
- Jupiter Apple
- La Casa Azul
- Los Flechazos
- Lucky Soul
- Mirafiori
- Modular
- My Little Airport
- Nick Garrie
- Nosoträsh
- Stereo Total
- Television Personalities
- Tender Trap
- The Clientele
- The Frank and Walters
- The School
- Trembling Blue Stars